# Светлая Заря (Алтайский край)
Све́тлая Заря́ — посёлок в Третьяковском районе Алтайского края. Входит в состав Плосковского сельсовета.

## География
Посёлок находится на берегу реки Крутиха, на расстоянии 30 км к юго-востоку от села Староалейское, административного центра района.

## Население
| 1997 | 1998 | 1999 | 2000 | 2001 | 2002 |
| ---- | ---- | ---- | ---- | ---- | ---- |
| 20   | ↗26  | ↘15  | ↗26  | ↘18  | ↘13  |
| 2003 | 2004 | 2005 | 2006 | 2007 | 2008 |
| →13  | ↗17  | ↗18  | →18  | ↘17  | ↘15  |
| 2009 | 2010 | 2011 | 2012 | 2013 |      |
| ↗17  | ↘11  | →11  | ↘10  | →10  |      |

### Национальный состав
Согласно результатам переписи 2002 года, в национальной структуре населения русские составляли 100 %.